# Villa Russenduin
Villa Russenduin, ook Huize Glory is een rijksmonument in Bergen aan Zee in de Nederlandse provincie Noord-Holland. De villa werd in 1916 gebouwd als zomerhuis van  August Janssen, een Baarnse handelaar in koloniale waren. In de jaren jaren dertig van de twintigste eeuw werd het huis verbouwd tot vakantiekolonie. Het gebouw wordt geëxploiteerd als hotel-restaurant en werd in 2000 rijksmonument.

## Zomervilla
De villa staat bovenop het Russenduin in een duingebied van Bergen aan Zee. De hoge duintop ligt ten noorden van de Zeeweg en is mogelijk opgestoven na de veldslag tussen een Engels-Russische invasiemacht en de Frans-Bataafse troepen op 2 oktober 1799, enkele weken na Slag bij Bergen-Binnen en Castricum. August Janssen kende het duingebied bij Bergen reeds doordat hij in 1909 medefinancier was van het nabijgelegen Hotel Nassau. Hij kocht van de familie Van Reenen het 13 hectare grote duingebied. 
De bouw van de villa vond plaats tijdens de Eerste Wereldoorlog en zou een jaar duren. De architecten Van Gendt A.Lzn ontwierpen het gebouw in gematigde Amsterdamse Schoolstijl. De bouwheer heeft niet lang van zijn zomervila kunnen genieten; hij stierf enkele weken na de oplevering.
De bouwmaterialen werden aangevoerd per stoomtram om vervolgens vanaf het station aan de Jacob Kalffweg met paardentractie naar de hoge duintop te worden gebracht. Er waren meer moeilijkheden te overwinnen. Het gebouw op de duintop lag hoger dan de watertoren zodat een constructie bedacht moest worden om de waterdruk te verhogen. Tot het luxe bouwmateriaal behoorden marmer, houtsnijwerk en glas-in-lood ramen. De tegels voor de tegeltableaus, kwamen van de fabrikant Heystee, en de ramen werden geleverd door atelier Bogtman. Ook het Vredeskerkje in Bergen aan Zee kreeg later ramen van Bogtman.
De villa had twee torens: een forse vierkante, stompe toren en een meerzijdige hoektoren met conische spits. Het torenkamertje was bedoeld voor jongste dochter Amélie. Bij de eerstesteenlegging op 9 september 1916 werd door dochter Amélie 'Melly' Janssen een koker met oorkonde ingemetseld onder de gedenksteen.

### Bio Vacantieoord
Kort na de oplevering van zijn buitenhuis overleed August Janssen op 10 april 1918. Het enorme huis ‘Het Kasteel in Bergen aan Zee’, bleek onverkoopbaar, mede doordat de erfdienstbaarheden van Van Reenen bepaalden dat er geen bank, bordeel of sanatorium in gevestigd mocht worden. In 1908 was namelijk aan de noordoostkant van Bergen aan Zee het Het Zeehuis gebouwd, een herstellingsoord voor kinderen van het Burgerweeshuis in Amsterdam.
In 1930 verkochten de nabestaanden het leegstaande pand aan de Stichting Bio Vacantieoord, een "stichting ten behoeve van het zwakke en arme Nederlandse kind'. De stichting ‘voor alle gezindten’ was in 1927 opgericht door de toenmalige Nederlandse Bioscoopbond. In een drie jaar durende verbouwing werden een zwembad en een gymnastiekzaal toegevoegd. In 1933 volgde de opening van de vakantiekolonie voor arme kinderen.

### Tweede Wereldoorlog
Vlak voor de Tweede Wereldoorlog werd het Bio Vacantieoord door het Rode Kruis aangewezen voor evacués uit Amersfoort. Na de capitulatie werd de toren door de Duitse bezetting gebruikt als radio- en uitkijktoren in het kader van de Atlantikwall. Het torentje werd daartoe met 7,5 meter opgehoogd.
Na de oorlog werd het huis opnieuw gebruikt als vakantiehuis. Voor de arme kinderen in de kolonie werden in de Nederlandse bioscopen collectes gehouden. Het programma was gericht op aansterken, met nadruk op de drie R’en: rust, reinheid en regelmaat en de kinderen moesten vooral in gewicht aankomen. 
Door de groeiende welvaart, verbeterde gezondheidszorg en sociale voorzieningen verdween door de jaren het maatschappelijk draagvlak en daarmee de subsidies voor vakantiehuizen.

### Huize Glory
In 1970 werd het huis in huurkoop overgenomen door de Unified Family. De volgelingen van de Koreaan Sun Myung Moon doopten het Bio Vakantieoord om in 'Huize Glory'. In 1972 werd het zomerverblijf aangekocht door de Stichting SVK als religieus studiecentrum voor mensen vanuit verschillende geloofsrichtingen. Sinds 1975 heeft de organisatie de naam Stichting Verenigingskerk voor Nederland. Deze vereniging was te klein om de hoge kosten voor het onderhoud te kunnen betalen. Om de exploitatie rond te krijgen werden daarom vanaf 1986 kamers en appartementen verhuurd.

## Interieur
Veel oorspronkelijke details zijn bewaard gebleven. Bij de entree van het gebouw bevindt zich een tegelpartij met lichtgroene tegels en schilderingen van dieren. Ook is er veel houtsnijwerk. Ook de glas-in-loodramen van Willem Bogtman, de tegelwanden van Arnold Heystee, en de eikenhouten vloeren en lambriseringen zijn bewaard gebleven. De gebrandschilderde glas-in-loodramen tonen afbeeldingen van de strijd uit 1799 tussen de Russen en de Fransen.
In het gebouw zijn verschillende herinneringen aan de historie van Bergen en de familiegeschiedenis van Janssen te vinden.